# Такіс
Такіс (грец. Τάκις, справжнє ім'я Панайотіс Вассілакіс грец. Παναγιώτη Βασιλάκη; 25 жовтня 1925, Афіни — 9 серпня 2019) — грецький скульптор, представник напрямку кінетичного мистецтва.
Почав займатися скульптурою з 1946 року самостійно, без попередньої професіональної підготовки. Спочатку ліпив людські фігури в глині, потім звернувся до ваяння в дереві. У 1954 році переїхав у Париж, де незабаром перейшов від фігуративного мистецтва до абстрактного. У серії конструкцій під назвою «Сигнали» кінетичний ефект створються тонкими стальними струнами, які завдяки своїй пружності і легкості розгойдуються у різних напрямках, викликаючи асоціації з явищами як природного, так і техногенного середовища. Популярність Такісу принесли роботи з використанням магнітних полів (з 1958), де невидимі імпульси електромагнітних сил створюють ефект самостійного, «натхненного» руху металевих елементів («Магнітний балет», 1961). У деяких композиціях рух супроводжується звуками і мерехтінням світла («Сигнал», 1966, Х'юстон, зібрання Меніл). Багато робіт Такіса є мультиплями, тобто тиражовані у декількох десятках екземплярів («Внутрішній простір I», 1967; «Тремтячий мобіль I», 1967; «Магнетична стіна», 1967).